# Julius Geertz

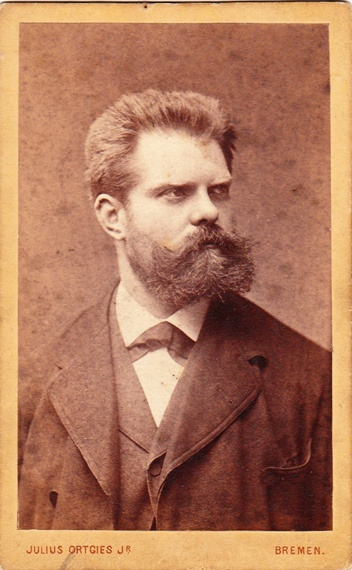
Julius Geertz im Jahr 1878

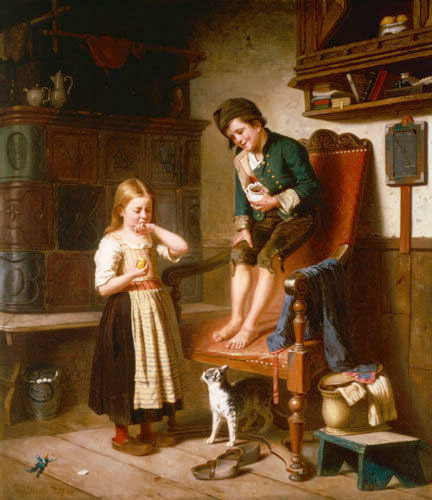
Die saure Zitrone, 1867

Julius Geertz (* 21. April 1837 in Hamburg; † 21. Oktober 1902 in Braunschweig) war ein deutscher Maler der Düsseldorfer Schule.

## Leben
Geertz begann seine künstlerischen Studien unter den Brüdern Günther und Martin Gensler, arbeitete dann noch einige Zeit als Privatschüler des ersteren und ging später nach Karlsruhe, wo Adolf des Coudres sein Lehrer wurde. 1860 kam er nach Düsseldorf, trat hier in das Atelier von Rudolf Jordan und ging 1864 nach Paris, wo er die Werke alter Meister studierte, und von da nach der Bretagne und Holland. Auch war er in den 1890er Jahren für Aufträge mehrmals in den Vereinigten Staaten (New York City) tätig.
Er ließ sich in Düsseldorf nieder, wo er teils ernste, teils humoristische Genrebilder aus dem Volksleben und dem Treiben der Jugend malte, von denen Der Verbrecher nach der Verurteilung seinen Ruf begründete. Geertz war Mitglied des Künstlervereins Malkasten. Seit 1898 lebte er in Braunschweig.
Sein Sohn Henry Ludwig Geertz, geboren 1872 in Düsseldorf, studierte ab 1888 ebenfalls an der Kunstakademie  Düsseldorf, unter anderem bei Peter Janssen dem Älteren, ab 1893 in der Malklasse von Julius Roeting und Eduard von Gebhardt. Ein Privatschüler von Geertz war der Schweizer Tiermaler Eduard Ortgies.

## Werke (Auswahl)
- Zerniert und Kapituliert
- Zwei heitere Kinderbilder
- Folgen des Schularrestes
- Der Fliegenfänger
- Die Dorfschule
- Wacht am Rhein
- Kriegsgefangene
- Das Mädchen mit dem Vogelnest
- Der Bettelpfennig